# The Ex List
The Ex-List é um seriado estrelado por Elizabeth Reaser, conta a história de Bella Bloom, que terminou recentemente um namoro de três anos. Na despedida de casamento de sua irmã, vai em uma cartomante, que lhe diz que tem que se casar em um ano, ou ficará sozinha para sempre. Detalhe, ela já namorou com o cara. A partir dai, Bella começa a reecontrar seus ex-namorados com ajuda de sinais. Em Portugal esta série é emitida pelo canal cabo FOX Life Portugal.